# Gesetz über den Kampf gegen den Terrorismus
Das Gesetz über den Kampf gegen den Terrorismus, kurz Terrorbekämpfungsgesetz, ist ein russisches Gesetz, welches zuletzt am 10. März 2006 neu in Kraft getreten ist. Das Gesetz novelliert die vorherige Ausgabe vom 25. Juli 1998. 
Die Änderungen des Gesetzes aus dem Jahr 2006 waren die Folgen von mehreren Terroranschlägen, unter anderem der Geiselnahme von Beslan. Neu errichtet wurde durch ergänzendes Dekret Präsident Putins vom 15. Februar 2006 zudem das Nationale Komitee zur Bekämpfung des Terrorismus unter Leitung des FSB-Chefs. Auch konnte man gegen Terror zu Luft und Wasser mit diesem Gesetz vorgehen. Kritiker werfen jedoch ein, dass dieses Gesetzt nicht vorbeugend gegen Terrorismus vorgehe.